# FM Factory
FM Factory je skupina z Frýdku-Místku. Proslavila se hlavně hity Sedmnáct, (FM Factory feat. Anushka - Sedmnáct story a vyšel i v anglické verzi jako „Seventeen story“) Mrazík, Málo je málo a Freeddy's Back a mnoho dalších. Tyto hity byly ve své době (není to tak dlouho) na nejvyšších příčkách tuzemských hitparád a velmi často se hrály na diskotékách v klasických i předělaných remixovaných verzích. Skupina zpívala především česky a anglicky (v písni Freeddy's Back se objevila také italština).

## Diskografie
- FM FACTORY - The Album